# Ettelsberg

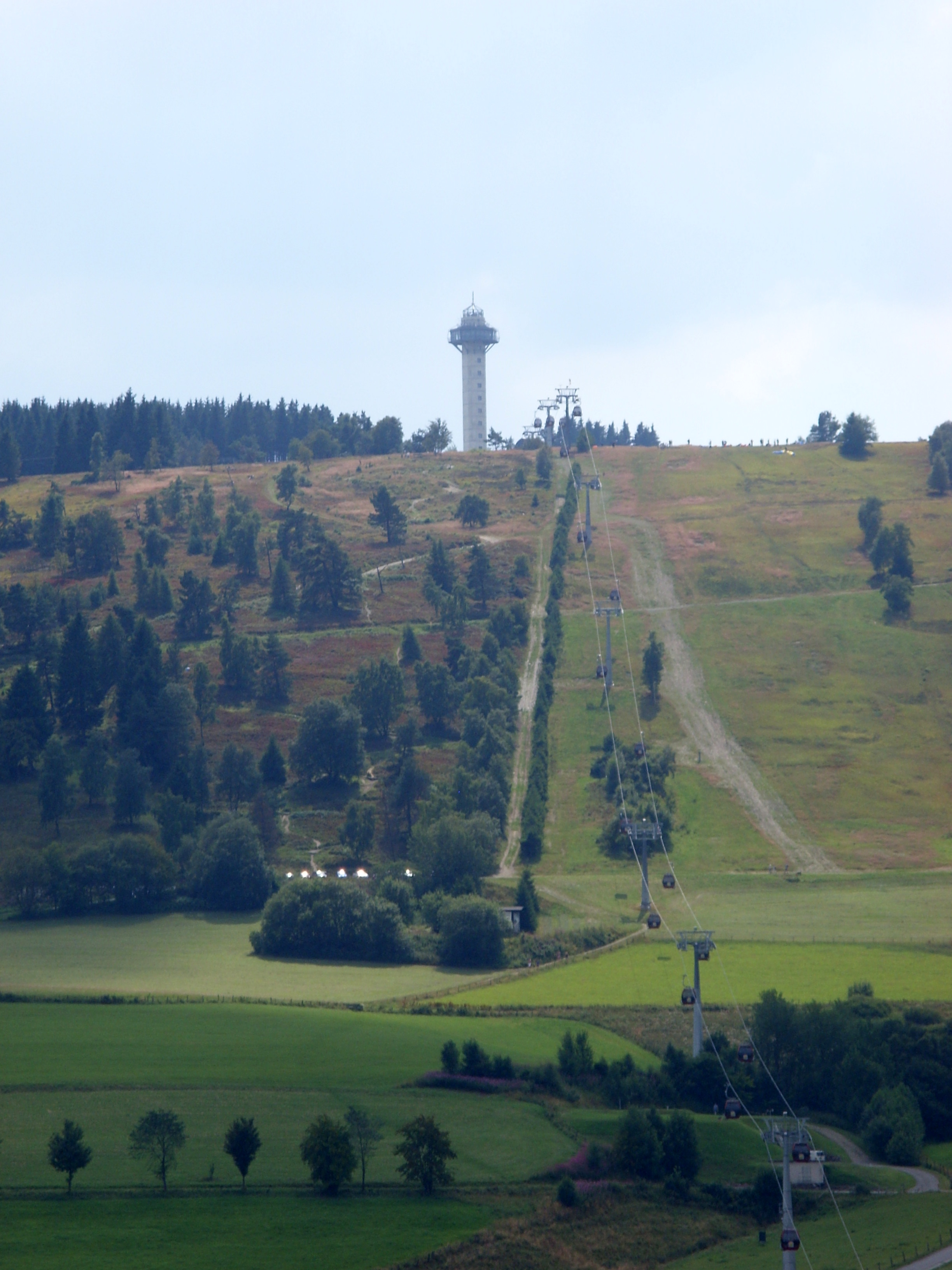
Blick von Willingen zum Ettelsberg

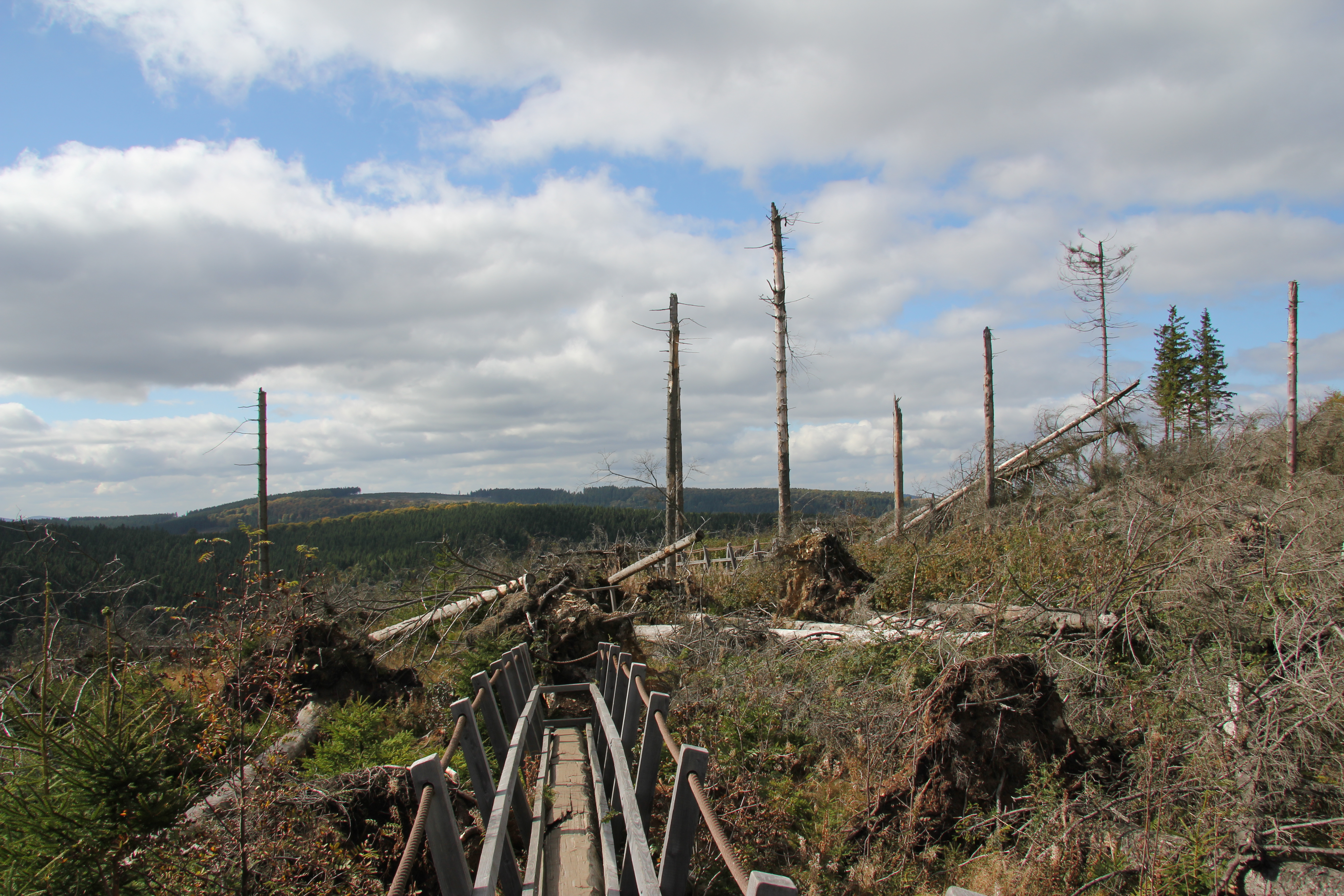
Lehrpfad: Kyrill-Pfad

Der Ettelsberg bei Willingen ist ein 837,7 m ü. NHN hoher Berg des Rothaargebirges im Landkreis Waldeck-Frankenberg in Nordhessen. Überregional bekannt ist der Berg wegen seiner Hochheide, dem Skigebiet Willingen und dem Hochheideturm.

## Geographie

### Lage
Der Ettelsberg liegt im Upland, dem Nordostteil des Rothaargebirges, im Naturpark Diemelsee. Sein Gipfel erhebt sich etwa 2 km südsüdwestlich und oberhalb des Kernorts von Willingen. Nach Nordwesten fällt seine Landschaft in das Tal der Hoppecke und nach Nordosten in jenes der Itter ab.
Zu seinen Nachbarbergen gehören Mühlenkopf (ca. 815 m) im Südsüdosten, Hegekopf (842,9 m) im Südsüdwesten und Mittelsberg (801 m) im Westen; etwa 2,5 km nordwestlich liegt jenseits des Hoppecketals der Hoppernkopf (805 m).

### Naturräumliche Zuordnung
Der Ettelsberg gehört in der naturräumlichen Haupteinheitengruppe Süderbergland (Nummer 33), in der Haupteinheit Rothaargebirge (mit Hochsauerland) (333) und in der Untereinheit Winterberger Hochland (333.5) zum Naturraum Langenberg (333.58). Seine Nordflanke zählt zum in der Untereinheit Upland (333.9) liegenden Naturraum Inneres Upland (333.90).

## Bergbeschreibung
Der Ettelsberggipfel und sein Nordhang sind von einer Hochheidelandschaft bedeckt, die übrigen Berghänge sind bewaldet. Am Nordhang liegt ein Teil des Skigebietes Willingen, zum Beispiel mit der von Willingen auf den Berg führenden Ettelsberg-Seilbahn. Mehrere Wald- bzw. Wanderwege erschließen den Berg.

## Sehenswürdigkeiten

### Hochheideturm
Nahe dem Berggipfel steht der 2002 eingeweihte, 59 m hohe Hochheideturm, von dem sich eine gute Rundumsicht über Großteile von Rothaargebirge, Hochsauerland und Upland bietet. Zur verglasten Aussichtsplattform auf 875 m Höhe gelangt man entweder mit einem acht Personen fassenden Aufzug oder über 241 Stufen. Am Turm gibt es eine Kletterwand.

### Kyrill-Pfad
Der Orkan Kyrill vernichtete am 18. Januar 2007 Großteile des Baumbestandes am Berg. Ein betroffener Bereich wurde nicht geräumt, sondern gesichert und Besuchern zugänglich gemacht. Dort kann man auf dem 260 m langen Kyrill-Pfad über liegende Baumstämme balancieren, über sie hinweg steigen oder unter ihnen hindurch kriechen. Der Lehrpfad befindet sich südlich der Bergkuppe, etwas oberhalb der 798 m hoch gelegenen Wegekreuzung an der Großen Grube.